# Turrón
Turrónⓘ (Spanisch) oder torrão (Portugiesisch) oder torróⓘ (Katalanisch) ist eine Variante des Weißen Nougats. Die Süßware wird hergestellt aus Mandeln, Honig, Zucker und Eiklar. Er wird meist zu rechteckigen länglichen Tafeln verarbeitet. Andere mögliche Zutaten sind je nach Turrónvariation Schokolade, kandierte Früchte oder Erdnüsse. In der Schweiz und in Italien (Region Piemont) heißt es torrone und wird nach einem ähnlichen Rezept hergestellt.
Der Turrón stammt aus dem arabischen Raum und kam mit den Mauren nach Spanien, wo er nachweislich seit mindestens dem 16. Jahrhundert hergestellt wird. Der Turrón kommt heute in der Regel aus den Orten Xixona (Provinz Alicante) und Casinos (Provinz Valencia), beide zum Gebiet der autonomen Valencianischen Gemeinschaft gehörend, sowie aus Agramunt (Provinz Lleida) in Katalonien. Turrón wird in Spanien traditionell zu Weihnachten verzehrt.

## Arten
Die beiden ursprünglichen Turrón-Arten (Duro und Blando) werden nach ihrer Konsistenz unterschieden. Beide Arten enthalten Mandeln.

### Turrón Duro

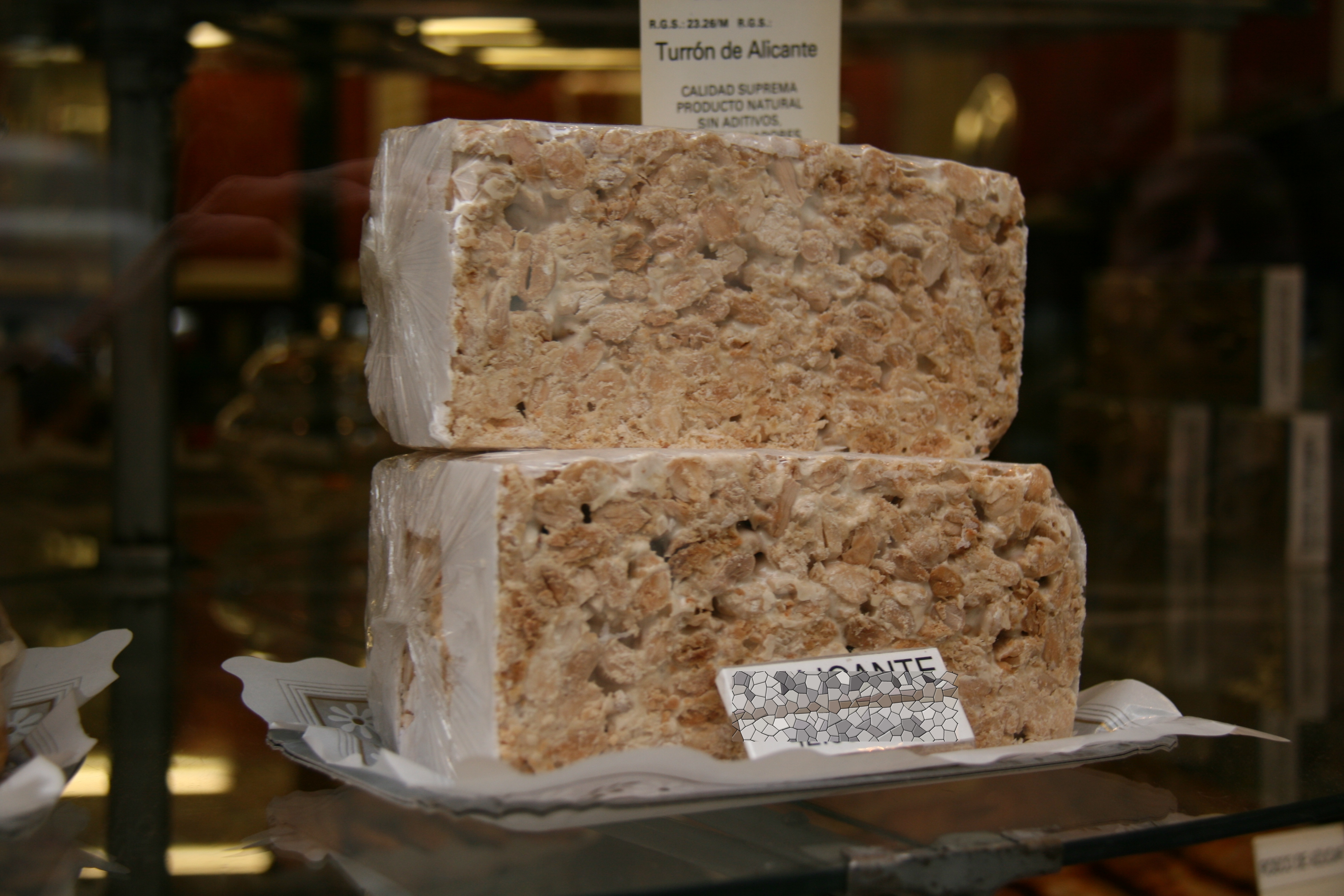
Harter Turrón de Alicante

Turrón Duro ist ein „harter Turrón“. Dieser besteht aus einer harten Honig-Zucker-Eiklar-Masse, die geschälte, ganze oder grob gehackte geröstete Mandeln enthält und mit Oblaten („Esspapier“) bedeckt ist. Eine Sonderform des „harten Turróns“ ist der Turrón de Alicante aus der Stadt Xixona.
Turrón de Alicante
Turrón de Alicante (katalanisch Torró d’Alacant) ist in der Europäischen Union seit dem 21. Juni 1996 eine geschützte geografische Angabe. Um diese Bezeichnung zu tragen, muss das Turrón in der Stadt Xixona in der Provinz Alicante hergestellt und verpackt worden sein. Mindestens 10 Prozent des Turróns müssen ausschließlich aus lokalem Honig bestehen und für die Mandeln müssen eine oder mehrere der folgenden lokalen Sorten verwendet werden: Valenciana, Mallorca, Mollar, Marcona und Planeta. Der Anteil der Mandeln bestimmt die Qualitätsklasse des Turrón: „Supreme“ enthält mindestens 66 Prozent Mandeln, „Extra“ mindestens 46 Prozent.

### Turrón Blando

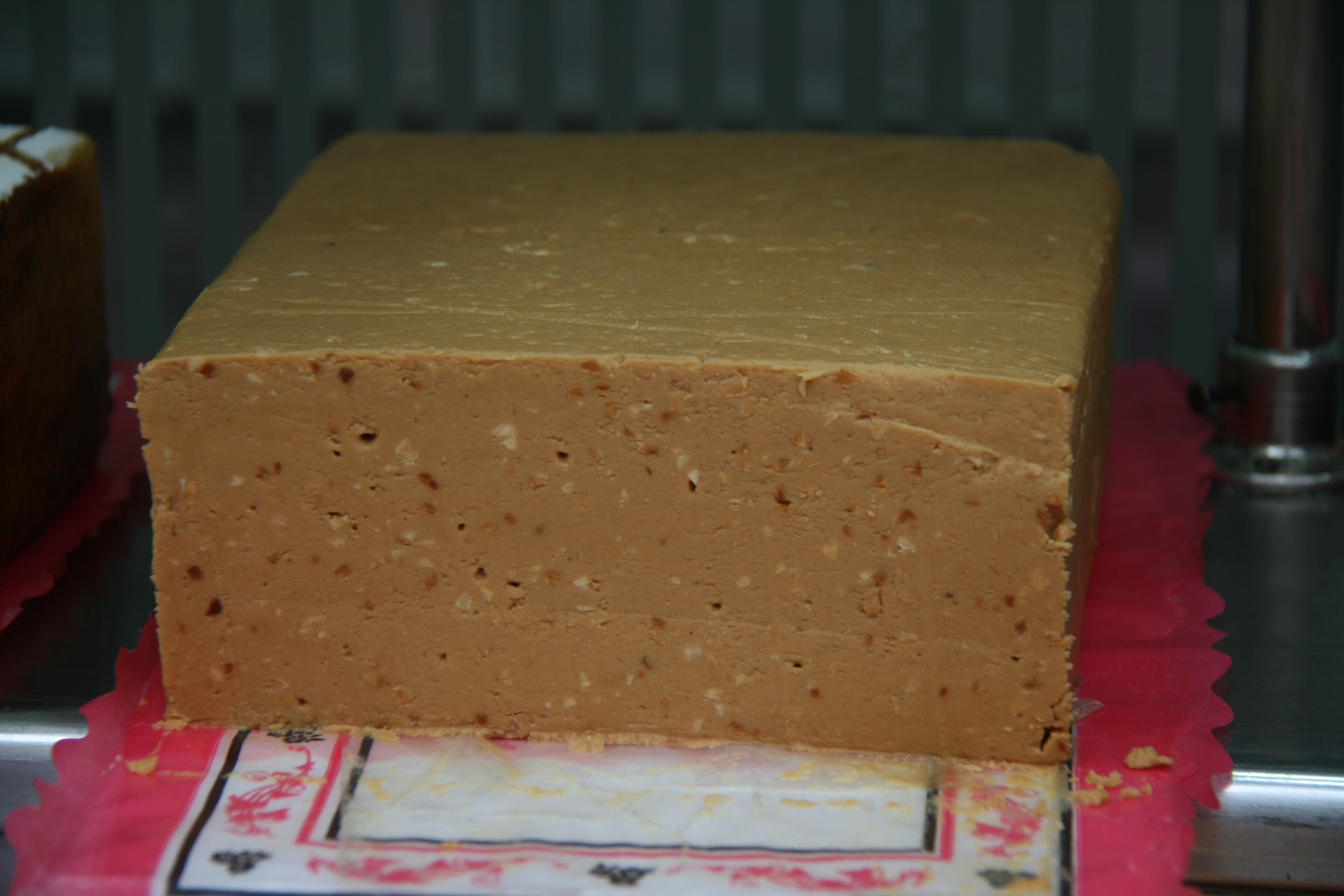
Weicher Turrón de Jijona

Turrón Blando ist ein „weicher Turrón“, der aus Mandeln, Honig und Zucker besteht. Im Unterschied zu hartem Turrón sind die Mandeln fein gemahlen. Weiches Turrón hat eine weiche, fettige Konsistenz und eine hellbraune Farbe. Eine Sonderform des „weichen Turróns“ ist der in der Stadt Xixona hergestellte Turrón de Jijona.
Turrón de Jijona
Turrón de Jijona (katalanisch Torró de Xixona) ist in der EU eine geschützte Herkunftsbezeichnung. Für Turrón de Jijona gelten hinsichtlich Ort der Herstellung und Herkunft der Zutaten dieselben Vorschriften wie für Turrón de Alicante.

### Weitere Sorten

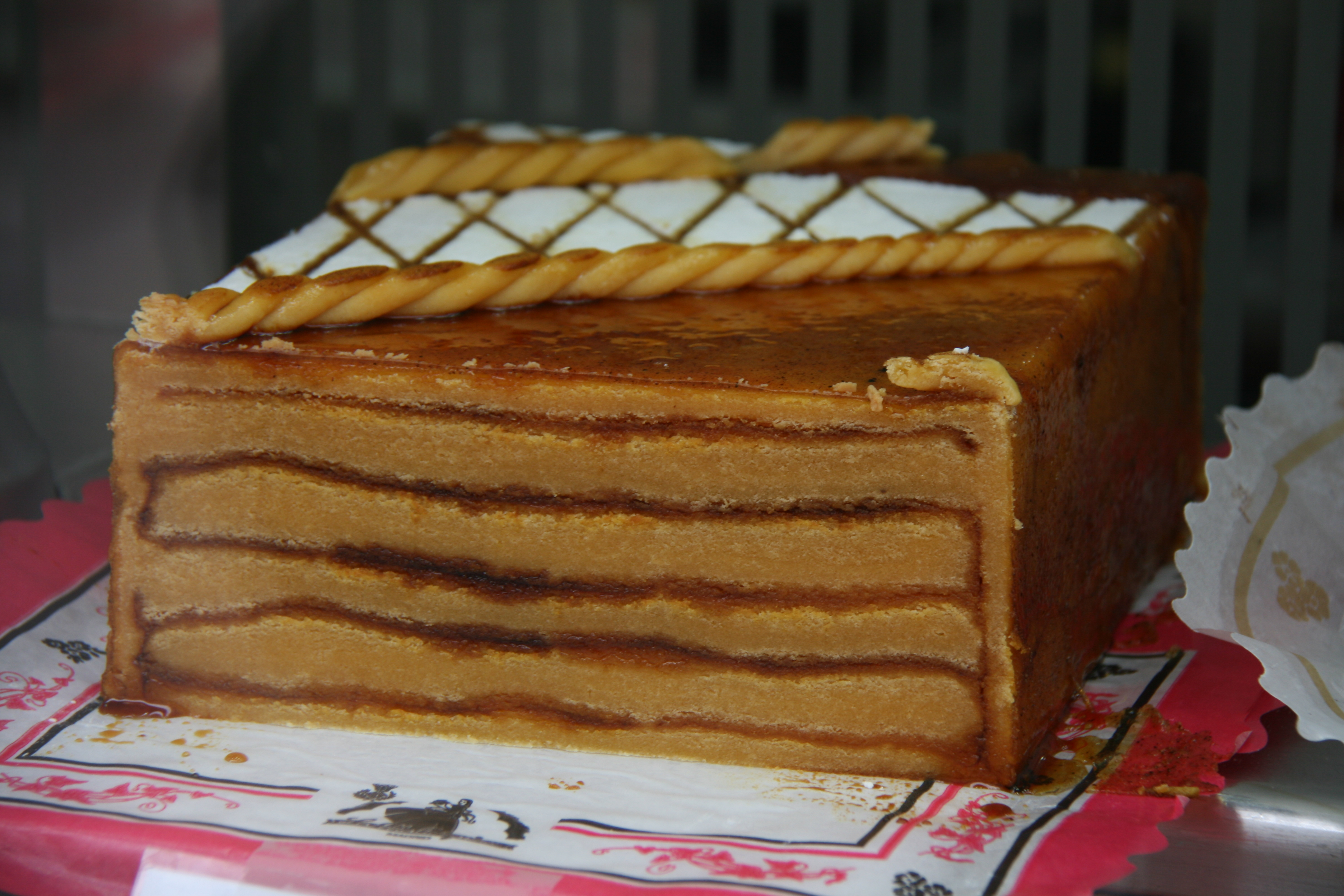
Turrón de Yema

Neben diesen klassischen Arten gibt es noch unzählige weitere. Die bekanntesten sind:
- Turrón de Yema, das mit Eigelb zubereitet wird und sowohl geschmacklich als auch von der Textur sehr dem Marzipan ähnelt
- Turrón de Chocolate mit Schokolade
- Turrón de Fruta mit kandierten Früchten.
- Turrón de Cacahuete, wird mit Erdnüssen anstelle von Mandeln hergestellt.

## Herstellung von Turrón
Die Turrón-Herstellung beginnt mit einer Mischung aus Zucker und Honig, die bei hoher Temperatur gekocht wird. Beim Turrón de Jijona wird diese Mischung mindestens 30 Minuten lang gekocht, bei Turrón de Alicante mindestens 45 Minuten. Ist diese Mischung genügend eingedickt, wird sie auf einer Kühlfläche verteilt. Im abgekühlten Zustand wird die Masse beim Turrón de Jijona geknetet und verfeinert, bevor gemahlene Mandeln hinzugegeben werden. Diese Masse wird dann in „Boixets“ genannte Kessel gefüllt und erneut mindestens 150 Minuten lang gekocht, bis die gewünschte Konsistenz erreicht ist. Beim Turrón de Alicante werden zur eingedickten Zucker-Honig-Mischung verdünntes Eiklar sowie geschälte, gehackte und geröstete Mandeln hinzugefügt. Diese Masse wird gerührt und geknetet, bis die Mandeln gleichmäßig verteilt sind. Noch im warmen Zustand wird das Turrón gewogen, geformt und verpackungsgerecht zugeschnitten. Turrón de Alicante wird zuvor zwischen zwei Lagen Oblaten gepresst und danach in einzelne Blöcke geschnitten.

## Torrone Classico

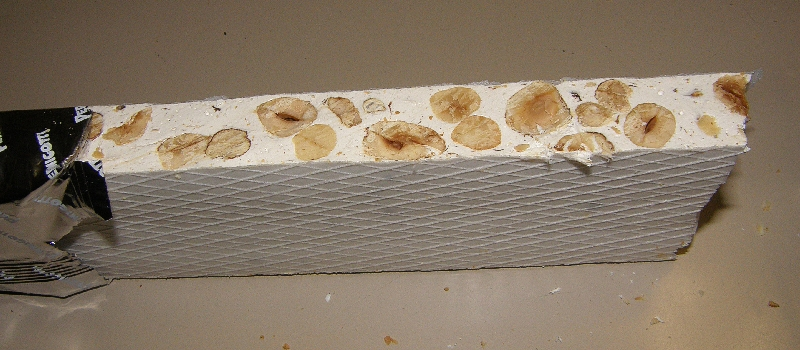
Torrone Classico

In Italien wird der harte Torrone Classico abweichend mit Haselnüssen hergestellt, außerdem weist er immer eine äußere Oblatenschicht auf.